# Corina Peptan
Corina-Isabela Peptan (Bumbești-Jiu, 17 marzo 1978) è una scacchista rumena.
Ha ottenuto il titolo di Grande maestro femminile nel 1995.

## Principali risultati
Ha vinto il campionato del mondo giovanile in varie fasce d'età: 
U10 nel 1988, U12 nel 1990, U14 nel 1991, U18 nel 1995.
Dal 1994 al 2019 ha vinto dodici volte il campionato rumeno femminile.
Con la nazionale rumena femminile ha partecipato a nove edizioni delle olimpiadi degli scacchi. Ha ottenuto due medaglie d'argento: in 3a scacchiera alle olimpiadi di Mosca 1994, in 2a scacchiera alle olimpiadi di Calvià 2004.
Ha partecipato ai tornei di qualificazione per il campionato del mondo femminile del 2000, 2001 e 2004. Nel 2000 raggiunse i quarti di finale.
Nel 2008 ha vinto la sezione femminile della Coppa europea per club con il club AEM-Luxten Timișoara.